# Christoph Alster
Christoph Alster (* 19. Februar 1980 in Egg (Vorarlberg)) ist ein ehemaliger österreichischer Skirennläufer und Skicrosser. Er wurde 1999 Juniorenweltmeister im Riesenslalom und gewann zwei österreichische Meistertitel. 
Im Europacup feierte er mehrere Siege in Super-G und Abfahrt, im Skiweltcup konnte er sich aber nie etablieren. Nach seinem Rücktritt vom Alpinen Skirennsport wechselte er im Winter 2009/10 zum Skicross, beendete nach einer Verletzung 2010 aber endgültig seine Karriere.

## Biografie
Christoph Alster kam durch seinen Vater Günter, der in den 1970er-Jahren ebenfalls Skirennläufer war, schon früh zum Skisport. Er wurde 1993 Österreichischer Schülermeister im Slalom und in der Kombination und fuhr im Dezember 1995 seine ersten FIS-Rennen. 1997 gewann er bei den Europäischen Olympischen Winter-Jugendtagen in Sundsvall Bronze im Slalom. wurde er in seiner Altersklasse Österreichischer Juniorenmeister in der Kombination und schaffte damit die Aufnahme in den ÖSV-Kader. Die ersten Rennen im Europacup fuhr der Vorarlberger im Jänner 1998, kam aber anfangs nur zu wenigen Einsätzen und konnte keines dieser Rennen beenden. Seinen ersten großen Erfolg feierte Alster bei den Juniorenweltmeisterschaft in Pra-Loup mit dem Gewinn der Goldmedaille im Riesenslalom. Ein Jahr später war sein bestes Ergebnis der fünfte Rang im Riesenslalom.
Ab der Saison 1999/2000 startete Alster regelmäßig im Europacup. Am 14. Februar 2001 fuhr er im Riesenslalom von Ravascletto erstmals auf das Podest und erreichte mit mehreren Top-Fünf-Ergebnissen in der Saison 2000/01 den dritten Platz der Super-G-Wertung. 
Am 4. April 2001 wurde er Österreichischer Meister im Riesenslalom. 

### Weltcupdebüt 2001
Nach den letztjährigen Erfolgen kam er in der Saison 2001/02 zu seinen ersten vier Weltcupeinsätzen, fuhr aber nur im Super-G von Garmisch-Partenkirchen am 26. Jänner 2002 mit Rang 27 in die Punkteränge. Vorerst blieben dies seine einzigen Weltcupstarts. Im Europacup kam er in dieser Saison insgesamt sechsmal unter die besten fünf, was den sechsten Platz in der Super-G-Wertung und den siebenten Gesamtrang bedeutete. 
Die Ergebnisse der Europacupsaison 2002/03 waren für Alster recht enttäuschend, nur zweimal kam er unter die besten zehn. Etwas besser verlief die Saison 2003/04, in der ihm zumindest ein vierter Platz im Super-G von Les Orres gelang und er mit zwei weiteren Top-Ten-Platzierungen den siebenten Rang in der Super-G-Wertung belegte. Ähnliche Resultate erzielte er auch in der Saison 2004/05 und erreichte am Ende Platz 8 im Super-G-Klassement.
In der Europacupsaison 2005/06 verbesserten sich Alsters Resultate deutlich und er feierte im Jänner in der Abfahrt und im Super-G von Sella Nevea seine ersten beiden Siege. Ein weiterer folgte zu Saisonende im Super-G von Zauchensee. Damit erreichte er den zweiten Platz in der Super-G-Wertung und bekam dadurch in dieser Disziplin für den nächsten Winter einen Fixstartplatz im Weltcup. Dort blieben aber gute Resultate aus und er kam nur einmal, im Super-G von Gröden am 15. Dezember 2006, in die Punkteränge. Im Europacup hingegen feierte er in der Saison 2006/07 zwei weitere Super-G-Siege und belegte somit erneut den zweiten Rang in der Disziplinenwertung. In der Gesamtwertung kam er mit insgesamt acht Top-Ten-Plätzen auf Rang sieben. Seine gute Form im Super-G zeigte er auch bei den Österreichischen Meisterschaften 2007, wo er seinen zweiten Staatsmeistertitel gewann.
In der Weltcupsaison 2007/08 gelangen Alster wiederum nicht die guten Leistungen, die er im Europacup zeigte, wodurch ein 27. Platz im Super-G von Beaver Creek sein bestes Ergebnis blieb. Die Europacupsaison 2007/08 beendete er mit zwei Siegen in Les Orres, womit er sich beim Saisonfinale noch den zweiten Platz in der Abfahrts- und den dritten Platz in der Super-G-Wertung sicherte und damit erneut die Chance bekam, im Weltcup Fuß zu fassen. Mit drei weiteren Podestplätzen erreichte er auch den vierten EC-Gesamtrang.
Während der Saison 2008/09 bestritt Alster acht Weltcuprennen, erreichte aber wieder nur einmal die Punkteränge. Der 21. Platz im Super-G auf der Streif in Kitzbühel am 23. Jänner 2009 stellt gleichzeitig sein bestes Weltcupergebnis dar. Weil er in diesem Winter auch im Europacup keine guten Ergebnisse erbrachte und sich dadurch nicht wie in den letzten Jahren fix für den Weltcup qualifizierte, verlor er nach der Saison die ÖSV-Kaderzugehörigkeit und gab kurz darauf seinen Rücktritt vom aktiven Skirennsport bekannt.

### Freestyle-Skiing seit 2009
Wenig später wechselte Alster zum Freestyle-Skiing. In der Saison 2009/10 gehörte er dem A-Kader des österreichischen Skicross-Teams an, blieb aber ohne Erfolge. In den ersten beiden Saisonrennen in Innichen schaffte er nicht die Qualifikation fürs Achtelfinale und wurde jeweils nur 59.
Am 5. Jänner 2010 stürzte der 29-Jährige in der Qualifikation für das Skicross-Rennen in St. Johann in Tirol schwer und zog sich dabei einen Ausriss des großen Knochenvorsprungs im Oberarm zu. Nach der verletzungsbedingten Zwangspause nahm er an keinen Wettkämpfen mehr teil und beendete endgültig seine sportliche Karriere.

## Erfolge

### Juniorenweltmeisterschaften
- Pra-Loup 1999: 1. Riesenslalom
- Québec 2000: 5. Riesenslalom, 8. Super-G, 23. Abfahrt

### Weltcup
- 5 Platzierungen unter den besten 30

### Europacup
- Saison 2000/01: 3. Super-G-Wertung
- Saison 2005/06: 2. Super-G-Wertung
- Saison 2006/07: 2. Super-G-Wertung
- Saison 2007/08: 4. Gesamtwertung, 2. Abfahrtswertung, 3. Super-G-Wertung
- 12 Podestplätze, davon 7 Siege:

| Datum            | Ort         | Land       | Disziplin |
| ---------------- | ----------- | ---------- | --------- |
| 19. Jänner 2006  | Sella Nevea | Italien    | Abfahrt   |
| 20. Jänner 2006  | Sella Nevea | Italien    | Super-G   |
| 15. März 2006    | Zauchensee  | Österreich | Super-G   |
| 1. Februar 2007  | Tignes      | Frankreich | Super-G   |
| 14. Februar 2007 | Sella Nevea | Italien    | Super-G   |
| 14. März 2008    | Les Orres   | Frankreich | Abfahrt   |
| 15. März 2008    | Les Orres   | Frankreich | Super-G   |

### Weitere Erfolge
- Österreichischer Meister im Riesenslalom 2001 und im Super-G 2007
- 5 Siege bei FIS-Rennen (3× Riesenslalom, 2× Super-G)